# Julia (vattendrag)
Julia är ett vattendrag i Schweiz. Det ligger i den östra delen av landet, 170 km öster om huvudstaden Bern.
I omgivningarna runt Julia växer i huvudsak barrskog. Runt Julia är det glesbefolkat, med 14 invånare per kvadratkilometer.